# Kamalakanta Bhattacharya

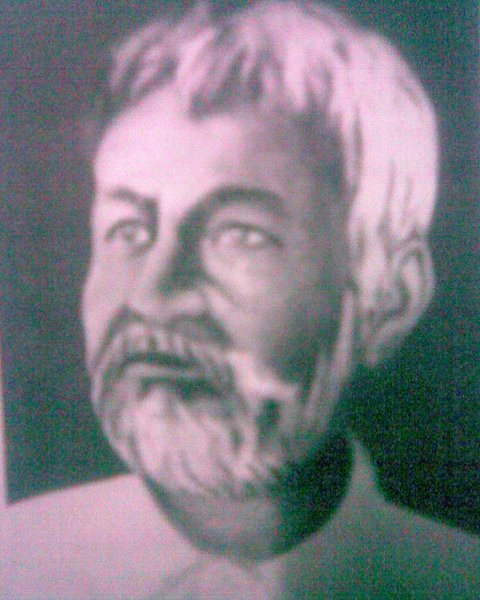
Kamalakanta Bhattacharya

Kamalakanta Bhattacharya (Assamesisch: কমলাকান্ত ভট্টাচাৰ্য্য, Kamalākānta Bhaṭṭācāryya; * 23. Dezember 1853 im Dorf Barahangi, Distrikt Darrang, Assam; † 18. Dezember 1936 in Guwahati) war einer der originellsten assamesischen Sänger, Dichter und Denker seiner Zeit in assamesischer Sprache.

## Lebensweg
Kamalakanta Bhattacharya, der wegen seiner Prophezeiungen von Zeitgenossen als „Rishi“ („Weiser“) angesehen wurde, steht mit seiner Poesie für den Übergang von der Arundai- zur Jonaki-Tradition. In seinen Essays thematisierte er religiöse und soziale Probleme.
Politisch war er stark nationalistisch. Er wandte sich gegen die Einführung des Bengalischen als Amtssprache von Assam 1871. An der Jahrestagung des Indischen Nationalkongresses 1886 in Kalkutta nahm er als Delegierter für Assam teil. Im Jahre 1929 saß er als Generalsekretär der Kulturorganisation Asam Sahitya Sabha vor. Er vertrat zeitlebens die Ansicht, dass sich eine Nation auf eine Religion zu gründen habe. Er setzte sich für die Abschaffung der Kasten-Vorschriften ein und förderte die Bildung von Frauen.

## Werke
- Mor Manat Para Katha (Autobiographie)
- Chintanal („The Fire of Thoughts“, Gedichtsammlung 1870)
- Chintataranga („The Stream of Thought Waves“, Gedichtsammlung 1933)
- Ashtabakrar Atmajivani
- Ashtabakra (Poesie)